# Пиражуи
Пиражуи (порт. Pirajuí)  —  муниципалитет в Бразилии, входит в штат Сан-Паулу. Составная часть мезорегиона Бауру. Входит в экономико-статистический  микрорегион Бауру. Население составляет 21 031 человек на 2006 год. Занимает площадь 819,432 км². Плотность населения — 25,7 чел./км².
Праздник города —  29 марта.

## История
Город основан в 1915 году.

## Статистика
- Валовой внутренний продукт на 2003 составляет 114.071.978,00 реалов (данные: Бразильский институт географии и статистики).
- Валовой внутренний продукт на душу населения на 2003 составляет 5.536,94 реалов (данные: Бразильский институт географии и статистики).
- Индекс развития человеческого потенциала на 2000 составляет 0,779 (данные: Программа развития ООН).